# Karen M. McManus
Karen M. McManus (Boston, 1969) is een Amerikaanse schrijfster van young adult-literatuur. Zij verwierf internationale bekendheid met haar debuutroman One of Us Is Lying, die meer dan vijf jaar op de bestsellerlijst van The New York Times stond. Tot haar bekendste werken behoren de vervolgdelen One of Us Is Next en One of Us Is Back, evenals de losstaande roman Two Can Keep a Secret.

## Biografie
McManus ontwikkelde op achtjarige leeftijd een interesse in schrijven, toen zij op school een opdracht kreeg om een verhaal te schrijven. Zij behaalde een bachelor-diploma in Engelse literatuur aan het College of the Holy Cross en vervolgde haar opleiding met een Master of Arts in journalistiek aan Northeastern University.

## One of Us Is Lying-trilogie (2017–2023)
De One of Us Is Lying-trilogie bestaat uit drie titels: One of Us Is Lying (2017), One of Us Is Next (2020) en One of Us Is Back (2023). Het eerste deel werd door NBC aangekocht als pilot; de televisiebewerking ging in oktober 2021 in première op het streamingplatform Peacock.

## Losstaande romans
McManus' eerste losstaande roman, Two Can Keep a Secret (2019), werd bekroond met een sterrecensie door Kirkus Reviews en opgenomen in hun lijst van beste boeken van dat jaar.
Haar tweede losstaande werk, The Cousins (2020), werd een nummer één-bestseller in de New York Times en werd genomineerd voor een Edgar Award.
Andere losstaande titels van haar hand zijn You'll Be the Death of Me (2021), Nothing More to Tell (2022) en Such Charming Liars (2024).

## Persoonlijk leven
McManus woont in Cambridge, Massachusetts. Jaarlijks herleest zij The Secret History van Donna Tartt.

### One of Us Is Lyingtrilogie
1. One of Us Is Lying (Delacorte Press, 2017), in het Nederlands vertaald als: Een van ons liegt
2. One of Us Is Next (Delacorte Press, 2020), in het Nederlands vertaald onder dezelfde titel
3. One of Us Is Back (Delacorte Press, 2023), in het Nederlands vertaald als: Een van ons is terug

### Losstaande romans
- Two Can Keep a Secret (Delacorte Press, 2019),[7] in het Nederlands vertaald als: Twee kunnen een geheim bewaren
- The Cousins (Delacorte Press, 2020), in het Nederlands vertaald als: Familie liegt nooit
- You'll Be the Death of Me (2021), in het Nederlands vertaald als: Jij wordt nog eens mijn dood
- Nothing More To Tell (Random House, 2022)
- Such Charming Liars (Random House,  2024)
- Marple: Twelve New Stories (bijdrage, 2022)

- Bibsys: 1499865477366
- Bibliothèque nationale de France: cb17712988r (data)
- Catàleg d'autoritats de noms i títols de Catalunya: 981058609325006706
- Gemeinsame Normdatei: 1153091860
- International Standard Name Identifier: 0000 0004 8156 6937
- Library of Congress Control Number: n2017003766
- Nationale Bibliotheek van Letland: 000277260
- Bibliotheek van het Japanse parlement: 001305871
- Nationale Bibliotheek van Tsjechië: ola2017969320
- Nationale Bibliotheek van Israël: 987007419445405171
- Nationale en Universitaire bibliotheek Zagreb: 000709325
- Nederlandse Thesaurus van Auteursnamen: 41059170X
- Système universitaire de documentation: 228858453
- Virtual International Authority File: 8148570724124312782
- WorldCat: E39PCjtvy4MyDyPqP3KwHc7mBP